# Französische Eishockeymeisterschaft 1929/30
Die Saison 1929/30 war die 14. Spielzeit der französischen Meisterschaft, der höchsten französischen Eishockeyspielklasse. Meister wurde zum insgesamt sechsten Mal in der Vereinsgeschichte der Chamonix Hockey Club.

## Meisterschaftsfinale
- Chamonix Hockey Club – Club des Sports d’Hiver de Paris 2:0 (1:0, 0:0, 1:0)

### Meistermannschaft
Die Mannschaft des Chamonix Hockey Club bestand aus den Spielern Couttet / Couvert – Charlet / P. Couvert – Albert Hassler – Gérard Simond (Ersatz: Léon Quaglia).